# 인카금융서비스
인카금융서비스(Incar Financial Service Co., Ltd.)는 대한민국의 법인 보험대리점을 하는 기업이다. 본사는 서울 성동구 아차산로 33, 5,6층이며 대표이사는 최병채, 천대권 공동대표이다.

## 상장
2015년에 코넥스 시장에 상장하였으며 2022년 2월 16일에 코스닥 시장에 상장하였다

## 영업현황

#### 제휴 보험사 현황
인카금융서비스는 약 30여 개의 보험사와 제휴하여 다양한 보험사들의 상품을 비교하고 맞춤형 상품을 개발하는 등 소비자에게 폭넓은 선택의 기회를 제공하고 있습니다. 
2024년 7월 기준 주요 제휴사 리스트는 다음과 같습니다. 
- 생명보험사(20개) : 신한라이프, DB생명, 한화생명, 라이나생명, 동양생명, 미래에셋생명, 푸본현대생명, 삼성생명, KDB생명, 메트라이프생명, 교보생명, IM라이프, IBK연금보험, 흥국생명, 하나생명, NH농협생명, 처브라이프, 신한라이프, ABL생명, 카디프생명
- 손해보험사(12개) : 메리츠화재, 한화손해보험, 삼성화재, 현대해상, DB손해보험, KB손해보험, 흥국화재, 롯데손해보험, MG손해보험, 농협손해보험, AIG손해보험, 하나손해보험

#### 영업조직 관리 형태
인카금융서비스는 장기적으로 대면과 비대면을 결합한 하이브리드 조직 구조를 지향하며 우선적으로 대면 채널에 집중하고 있습니다. 대면 채널은 본사에서 직접 비용과 인력을 투입하여 운영하는 직영 체제와 본사와의 영업 제휴를 통해 사업 조직별로 영업 관리자의 책임하에 독립적으로 운영하는 사업가형 체제로 구분할 수 있습니다. 또한 별도 본사 인력을 통해 영업조직을 체계적으로 지원하고 있습니다. 
1. 직영 체제
  - 보험사의 직영지점 운영과 동일한 방식으로 지점별로 본사에서 직접 사업부장을 배치하고, 해당 사업부장은 개인 또는 팀 단위의 설계사를 관리합니다. 사업부장은 지점 관리 및 보험상품을 판매할 설계사 모집 업무를 주로 수행하고, 설계사가 직접 대면 영업을 하여 매출을 창출합니다.
2. 사업가형 체제
  - 사업가형 조직은 회사 소속의 사업부장이 사업단, 사업본부 또는 지점 단위의 조직을 모집하고, 그 하위 영업조직에서 모집한 보험계약으로 매출을 창출하는 사업 구조로 되어 있습니다. 모집 대상은 설계사 10인 이하 소규모 개인대리점부터 100인 이상의 법인대리점까지 다양하게 구성되어 있습니다. 사업가형 체제하에서 각 사업단, 사업본부 및 지점은 당사의 직영 체제와 유사한 형태의 영업활동을 통해 자체적으로 조직을 운영하고 있습니다.
3. 본사 지원 제도
  - 별도 본사 인력을 통해 설계사들이 영업 활동에만 집중할 수 있도록 돕습니다. 대표적으로 IT 시스템, 마케팅 지원, 교육 운영, 영업 지원 센터, 법인 계약 동행, 자동차 보험 설계, 리스크 관리 등의 지원 제도가 있습니다. 특히 산하 정보기술연구소와 자회사 (주)에인을 통해 고객 관리 및 보험 상품 추천 등의 업무를 디지털화하여 설계사들의 업무 효율성을 높이고 있습니다.

#### 설계사 현황
2025년 5월 기준 인카금융서비스의 재적 설계사는 18,627명으로 업계 2위이며 전국 영업점수는 제주도를 포함하여 763개입니다. 
보험 업계에서는 많은 설계사를 보유한 GA일수록 매출 성장의 속도가 빠릅니다. 인카금융서비스는 2024년 8월 16,000여 명, 2025년 1월 17,000여 명, 2025년 5월 18,000여 명을 달성하는 가파른 성장세를 보이고 있기에, GA 업계에서 최고의 성장성을 보여주며 앞으로의 매출이 기대되는 회사입니다.

## 같이 보기
- 보험

## 참고문헌
1. ↑  김세연, 인카금융서비스·에이플러스에셋 CEO 체제 전환...'갑진년' 주요 과제는?, 2023.12.04
2. ↑  인카금융서비스 3분기 누적 영업익 298억, 지난해 연간 실적 넘어서, 비즈니스 포스트, 2023-11-15
3. ↑  [https://www.fntimes.com/html/view.php?ud=202309232106252488dd55077bc2_18 인카금융서비스, 상반기 최대 매출…토탈금융서비스회사 목표, Fn뉴스, 2023-09-25
4. ↑  방윤영, "편견 딛고" '인카금융' GA업계 최초 코넥스 상장, 머니투데이, 2015년 12월 7일
5. ↑  인카금융서비스, CI 고도화로 ‘기업 브랜딩’ 강화, 뉴스와이어, 2023-09-04